# Саркосухи
Саркозухът (Sarcosuchus) е род изчезнали влечуги, далечни роднини на крокодилите, живели преди около 112 млн. години. Бил е почти два пъти по-дълъг от съвременните соленоводни крокодили, а теглото му е достигало до 8 тона.
Първите останки са открити по време на няколко експедиции, водени от френския палеонтолог Алберт Феликс в периода 1946-1959 г. в пустинята Сахара.

## Описание
Възрастните индивиди са достигали до 11-12 m на дължина. Имали са телескопично зрение и дълга муцуна, заемаща около 75% от дължината на черепа, по 35 зъба от всяка страна на горната челюст и по 31 зъба от всяка страна на долната челюст.

## Хранене
Предполага се, че жертвите на саркозуха са включвали едри сухоземни животни.